# Abraca (série télévisée d'animation)
Pour les articles homonymes, voir Abraca.
Abraca est une sérié télévisée d'animation 2D française de fantasy sortie en 2019 sur la plateforme Okoo et l'année suivante sur France 3. Puis elle a été rediffusée sur Cartoon Network. Elle développe l'univers d'Imagi, apparu dans le jeu vidéo Abraca en 2016. Sa première saison est composée de 26 épisodes de 22 minutes. Elle est produite par MadLab Animations, filiale d'Ankama Animations et de Planet Nemo Animation, sur un projet original d'Ankama et coréalisée par Christophe Bulteel et Fabrice Nzinzi.

## Synopsis
Abraca, 12 ans, apprentie magicienne originaire du monde magique d'Imagi, est envoyée sur Terre (avec sa poule Hildegarde) par le chevalier Don Quichotte. La jeune fille doit y commencer son apprentissage de la magie auprès de la vénérable sorcière Carabosse. Elle y fait la connaissance de Firmin le petit-fils de Carabosse, un jeune fan de jeux vidéo, mais aussi de Lulu, la petite voisine intrusive et du chat Coqueluche. Ensemble, ils vont devoir aider de nombreux personnages de contes de fées et d'histoires populaires à résoudre leurs nombreux problèmes.

## Fiche technique
Sauf indication contraire ou complémentaire, les informations mentionnées dans cette section proviennent du générique de fin de l'œuvre audiovisuelle présentée ici.
- Titre : Abraca
- Réalisation : Fabrice Nzinzi[3] et Christophe Bulteel
- Scénaristes : Franck Salomé, Fernando Worcel, Nicolas Sedel, Denis Bardiau, Jérôme Lefévère, Teddy J. Stehly, Anne-Charlotte Chafer
- Direction d'écriture : Denis Bardiau / Florence Marchal
- Musique : Guillaume Houzé
- Production : Tot, Léon Perahia, Frédéric Puech
  - Direction : Dominique Joutaud
  - Production exécutive : Patricia Robert
- Sociétés de production : Ankama Animations, MadLab Animations, Dreamwall, Planet Nemo Animation, Belvision
  - avec la participation de : France Télévisions, Centre national du cinéma et de l'image animée, Pictanovo, Wallimage et la tax shelter
- Pays : France
- Genre : Animation, fantasy
- Langue : Français
- Durée : 22 minutes
- Date de diffusion : 
  - France : 19 décembre 2019

## Thèmes
La série aborde principalement le thème de la cohabitation entre deux enfants issus de milieux différents. Abraca vient d'un monde d'heroic fantasy, utilise des expressions et un vocabulaire datés, et ne connaît rien du monde contemporain, de ses technologies et de ses enjeux sociaux. Tout le contraire d'un Firmin, enfant typique du XXIe siècle, très rationnel et addict aux écrans. Dans le même temps, Abraca s'intéresse à des problématiques plus spécifiques, en fonction des épisodes, comme le féminisme, la pollution ou l'environnement. Des sujets inconnus de l'apprentie magicienne.

## Production
Ankama annonce en 2015 la création d'une nouvelle licence transmédia du nom d'Abraca. Il est alors prévu qu'elle se développe à travers un jeu vidéo, une web-série, une série télévisée jeunesse et une bande dessinée numérique. Le jeu vidéo homonyme sort l'année suivante, développé par Ankama Canada. Le dessin animé est annoncé pour 2017.
En 2017, le nouveau studio de production MadLab Animations, cocréé par Ankama et Ellipsanime, reprend la production d'Abraca. Le budget attribué à la série est alors de six millions d'euros, avec l'aide de la région Hauts-de-France, de la Métropole européenne de Lille et de la société Pictanovo. Abraca est co-produit par une autre filiale d'Ankama, Planet Nemo Animation. Au départ pensée comme une comédie d'aventure, la série s'éloigne du genre petit à petit. Finalement, les personnages ne voyagent pas et restent au domicile de la grand-mère Carabosse, pour des intrigues uniques par épisodes.
Une première bande-annonce de la série sort en juin 2018. En novembre 2019, Ankama annonce une sortie pour le mois suivant sur la nouvelle plateforme de vidéo à la demande Okoo de France Télévisions, ainsi qu'en février 2020 sur France 3.

## Listes

### Épisodes
Les épisodes sortent sur la plateforme Okoo en décembre 2019. Leur diffusion télévisuelle débute le 9 février 2020 sur France 3, à 9 h.
1. Le Baiser de la grenouille (20 décembre)
2. P'tit poucet (19 décembre)
3. Carabas (décembre)
4. Firmin aux œufs d'or (19 décembre)
5. Princesse lucienne (19 décembre)
6. Toute la vérité rien que la vérité (19 décembre)
7. La Belle au bois dormant (19 décembre)
8. Le Huitième Nain (19 décembre)
9. Boucles d'or (19 décembre)
10. Le petit chaperon noir (décembre)
11. À cent à l'heure (20 décembre)
12. Le Grand Gentil Loup (19 décembre)
13. Kintaro l'ancien (19 décembre)
14. Idées de génie (décembre)
15. Le Grand ménage (19 décembre)
16. La Petite Sirène (19 décembre)
17. La Barbe de la discorde (19 décembre)
18. Robin des chaussettes (19 décembre)
19. Arnaque et haricot (19 décembre)
20. Problème de géant (19 décembre)
21. Le Shampoing de Raiponce (19 décembre)
22. Moteur ça tourne (19 décembre)
23. Le Poids de la terreur (19 décembre)
24. Coup de froid (décembre)
25. La Belle et la bête (décembre)
26. Sinbad le marin (décembre)

### Mini-épisodes
Ces épisodes bonus sont disponibles sur la chaîne YouTube d'Okoo. Ils présentent chacun un personnage (ou deux pour l'épisode 3) de la série. Les dates indiquées après chaque épisode sont de l'année 2019 :
1. Abraca ! (24 décembre)
2. Firmin (25 décembre)
3. Hildegarde et Coqueluche (26 décembre)
4. Carabosse (27 décembre)

## Distribution
Sauf indication contraire ou complémentaire, les informations mentionnées dans cette section proviennent du générique de fin de l'œuvre audiovisuelle présentée ici.
- Marion Beulcoque : Abraca
- Angélique Catel : Mamie Carabosse
- Simon Herlin[14] : Firmin
- Boris Rehlinger : Coqueluche
- Jacques Herlin : Don Quichotte
- Emmylou Homs : Lulu
- Jérémy Charvet : Prince Cendron

## Accueil
En juillet 2022, le site web Allociné inclut Abraca dans sa liste des « 5 dessins animés que vos enfants vont adorer cet été ».